# Bona (Nièvre)
Bona település Franciaországban, Nièvre megyében. Lakosainak száma 297 fő (2022. január 1.). Bona Saint-Benin-des-Bois, Billy-Chevannes, Jailly, Saint-Firmin, Sainte-Marie, Saint-Sulpice és Saxi-Bourdon községekkel határos.

## Népesség
A település népességének változása:
| Lakosok száma | 304  | 311  | 314  | 313  | 308  | 302  | 297  | 296  | 297  |
|               | 2013 | 2015 | 2016 | 2017 | 2018 | 2019 | 2020 | 2021 | 2022 |